# Phản công đại lục khứ
Phản công đại lục khứ (tiếng Trung: 反攻大陸去; Wade–Giles: fan3kung1 ta4lu4 chʻü4, dịch nghĩa: Phản công trở về đại lục) là một bài hát yêu nước chống Cộng do chính phủ Trung Hoa Dân quốc sáng tác tại Đài Loan để thúc đẩy sự thống nhất Trung Quốc và kế hoạch Quốc quang. Bài hát do Lý Trung Hoà viết nhạc và Tinh Thư viết lời.

## Lời bài hát
| Lời tiếng Trung | Bính âm | Dịch tiếng Việt |
| --- | --- | --- |
| 反攻、反攻、反攻大陸去； 反攻、反攻、反攻大陸去！ 大陸是我們的國土，大陸是我們的疆域； 我們的國土，我們的疆域； 不能讓共匪盡著盤據，不能讓俄寇盡著欺侮； 我們要反攻回去，我們要反攻回去； 反攻回去，反攻回去； 把大陸收復，把大陸收復！ | Fǎngōng, fǎngōng, fǎngōng dàlù qù; Fǎngōng, fǎngōng, fǎngōng dàlù qù! Dàlù shì wǒmen de guótǔ, dàlù shì wǒmen de jiāngyù; Wǒmen de guótǔ, wǒmen de jiāngyù; Bùnéng ràng gòngfěi jǐnzhe pán jù, bùnéng ràng é kòu jǐnzhe qīwǔ; Wǒmen yào fǎngōng huíqù, wǒmen yào fǎngōng huíqù; Fǎngōng huíqù, fǎngōng huíqù; Bǎ dàlù shōufù, bǎ dàlù shōufù! | Phản công, phản công, phản công trở về Đại lục; Phản công, phản công, phản công trở về Đại lục! Đại lục là quốc thổ của chúng ta, Đại lục là cương vực của chúng ta; Quốc thổ của chúng ta, cương vực của chúng ta; Không thể để Cộng phỉ chiếm cứ mãi, không thể để Nga khấu lấn áp mãi; Chúng ta phải phản công trở về, chúng ta phải phản công trở về; Phản công trở về, phản công trở về; Giành lại Đại lục, giành lại Đại lục! |